# Albanie aux Jeux olympiques d'hiver de 2014
L'Albanie participe aux Jeux olympiques d'hiver de 2014 à Sotchi en Russie du 7 au 23 février 2014. Il s'agit de sa troisième participation à des Jeux d'hiver. Elle est représentée par deux athlètes, dont pour la première fois une femme.

## Ski alpin
L'Albanie a obtenu les places suivantes :
- Compétitions masculines : 1 place
- Compétitions féminines : 1 place

| Athlète    | Épreuves     | Course 1 | Course 1 | Course 2 | Course 2 | Total | Total |
| Athlète    | Épreuves     | Temps    | Rang     | Temps    | Rang     | Temps | Rang  |
| ---------- | ------------ | -------- | -------- | -------- | -------- | ----- | ----- |
| Erjon Tola | Slalom       | DNS      | DNS      | –        | –        | –     | –     |
| Erjon Tola | Slalom géant | DNS      | DNS      | –        | –        | –     | –     |

| Athlète       | Épreuves     | Course 1                 | Course 1 | Course 2                 | Course 2 | Total                  | Total |
| Athlète       | Épreuves     | Temps                    | Rang     | Temps                    | Rang     | Temps                  | Rang  |
| ------------- | ------------ | ------------------------ | -------- | ------------------------ | -------- | ---------------------- | ----- |
| Suela Mehilli | Slalom       | DSQ                      | DSQ      | –                        | –        | –                      | –     |
| Suela Mehilli | Slalom géant | 1 min 33 s 55 (+15 s 67) | 65e      | 1 min 34 s 36 (+16 s 46) | 60e      | 3 min 7 s 91 (+31 s 4) | 60e   |